# Championnat de Belgique de football de deuxième division 2024-2025
Navigation
Challenger
Pro League
2023-2024 Challenger
Pro League
2025-2026
Le Championnat de Belgique de football de deuxième division 2024-2025 est la cent-huitième édition du championnat de belge de Division 2, et la troisième édition sous l'appellation « Challenger Pro League ».
Entre 2016 et 2022, à la suite d'une importante réforme de la structure pyramidale du football belge survenue en 2016, le championnat ne comporte dès lors plus que 8 clubs professionnels. Cette saison, à l'issue de cette dernière les deux premières équipes au classement seront directement promues en Jupiler Pro League, les équipes classées de la 3e à la 6e place s'affrontent dans un tour final. Le vainqueur affrontera le 14e de Jupiler Pro League lors d'un barrage d'accession. Les deux dernières équipes du classement seront reléguées en Nationale 1.

## Critères de participation
Les critères d'octroi de la licence pour jouer en Challenger Pro League, sont :
- Avoir 17 joueurs sous contrat avec le statut professionnel.
- Disposer d'un stade de minimum 8 000 places dont minimum 5 000 places assises.

## Clubs participants

### Liste
| Club                   | Présent depuis | Classement 2023-2024 | Entraîneur          | Depuis | Budget (M€) | Stade                      | Capacité théorique | Ville                | Saisons en deuxième division |
| ---------------------- | -------------- | -------------------- | ------------------- | ------ | ----------- | -------------------------- | ------------------ | -------------------- | ---------------------------- |
| RWDM                   | 2024           | 15e (D1)             | Yannick Ferrera     | 2024   | 14.98       | Stade Edmond Machtens      | 12 266             | Molenbeek-Saint-Jean | 4                            |
| KAS Eupen              | 2024           | 16e (D1)             | Mersad Selimbegović | 2024   | 11.6        | Stade du Kehrweg           | 8 363              | Eupen                | 20                           |
| KMSK Deinze            | 2020           | 3e                   | Hernán Losada       | 2024   | 6.13        | Dakota Arena               | 3 482              | Deinze               | 22                           |
| Lommel SK              | 2018           | 4e                   | Lee Johnson         | 2025   | 18.68       | Stade Soeverein            | 8 000              | Lommel               | 25                           |
| Zulte Waregem          | 2023           | 5e                   | Sven Vandenbroeck   | 2024   | 9.18        | Elindus Arena              | 12 414             | Waregem              | 5                            |
| Patro Eisden           | 2013           | 6e                   | Stijn Stijnen       | 2018   | 4.08        | Stade du Patro Eisden      | 5 500              | Maasmechelen         | 39                           |
| RFC Liège              | 2023           | 7e                   | Gaëtan Englebert    | 2022   | 3.9         | Stade de Rocourt           | 4 147              | Rocourt              | 28                           |
| SK Beveren             | 2022           | 8e                   | Marink Reedijk      | 2024   | 7.08        | Freethiel                  | 8 190              | Beveren              | 12                           |
| « Club NXT » (U23)     | 2022           | 9e                   | Mitch Delcour       | 2025   | 8.2         | Stade du Schiervelde       | 8 340              | Roulers              | 4                            |
| « Jong Genk » (U23)    | 2022           | 10e                  | Johan Van Rumst     | 2025   | 11.75       | Stade Leunen               | 8 000              | Geel                 | 3                            |
| Lierse                 | 2020           | 11e                  | Jamath Shoffner     | 2024   | 4           | Stade Herman-Vanderpoorten | 14 538             | Lierre               | 5                            |
| « RSCA Futures » (U23) | 2022           | 12e                  | Jelle Coen          | 2024   | 10.08       | Stade Roi Baudouin         | 50 093             | Bruxelles            | 3                            |
| Royal Francs Borains   | 2023           | 14e                  | Karim Belhocine     | 2024   | 4.43        | Stade Robert Urbain        | 6 000              | Boussu               | 2                            |
| RFC Seraing            | 2023           | 15e                  | Mbaye Leye          | 2024   | 3.85        | Stade du Pairay            | 8 207              | Seraing              | 10                           |
| RAAL La Louvière       | 2024           | 1er (D3)             | Frédéric Taquin     | 2017   | 2.05        | Stade du Tivoli            | 12 500             | La Louvière          | 1                            |
| KSC Lokeren-Tamise     | 2024           | 2e (D3)              | Stijn Vreven        | 2025   | 1.03        | Stade Daknam               | 12 136             | Lokeren              | 1                            |

### Changements d'entraîneur
| Club                 | Entraîneur partant  | Motif du départ        | Date de départ             | Position   | Entraîneur arrivant | Date d'arrivée   |
| -------------------- | ------------------- | ---------------------- | -------------------------- | ---------- | ------------------- | ---------------- |
| Zulte Waregem        | Vincent Euvrard     | Signe au FCV Dender EH | Fin de la saison 2023-2024 | Pré-saison | Sven Vandenbroeck   | 15 juin 2024     |
| Jong Genk            | Jelle Coen          | Fin de contrat         | Fin de la saison 2023-2024 | Pré-saison | Thomas Buffel       | 18 juin 2024     |
| RSCA Futures         | Marink Reedijk      | Fin de collaboration   | Fin de la saison 2023-2024 | Pré-saison | Jelle Coen          | 21 juin 2024     |
| SK Beveren           | Eric Hellemons      | Fin de l'intérim       | Fin de la saison 2023-2024 | Pré-saison | Marink Reedijk      | 24 juin 2024     |
| Lierse               | Sven Vandenbroeck   | Signe à Zulte Waregem  | Fin de la saison 2023-2024 | Pré-saison | Christophe Grégoire | 24 juin 2024     |
| KMSK Deinze          | Hans Somers         | Consentement mutuel    | Fin de la saison 2023-2024 | Pré-saison | Hernán Losada       | 27 juin 2024     |
| KAS Eupen            | Raphaël Fèvre       | NC                     | Fin de la saison 2023-2024 | Pré-saison | Mersad Selimbegović | 26 juillet 2024  |
| Royal Francs Borains | Sébastien Grandjean | Résultats décevants    | 8 octobre 2024             | 12e        | Hicham El Alaoui    | 8 octobre 2024   |
| Royal Francs Borains | Hicham El Alaoui    | Résultats décevants    | 11 novembre 2024           | 15e        | Karim Belhocine     | 11 novembre 2024 |
| Lierse               | Christophe Grégoire | Différence de vision   | 16 décembre 2024           | 8e         | Jamath Shoffner     | 24 décembre 2024 |
| Lommel SK            | Steve Bould         | Limogé                 | 14 janvier 2025            | 8e         | Ryan Garry          | 14 janvier 2025  |
| Jong Genk            | Thomas Buffel       | Résultats décevants    | 26 janvier 2025            | 15e        | Johan Van Rumst     | 26 janvier 2025  |
| KSC Lokeren-Tamise   | Hans Cornelis       | Résultats décevants    | 11 février 2025            | 13e        | Stijn Vreven        | 11 février 2025  |
| Lommel SK            | Ryan Garry          | Fin de l'intérim       | 5 mars 2025                | 13e        | Lee Johnson         | 5 mars 2025      |
| Club NXT             | Robin Veldman       | Signe au SC Heerenveen | 20 mars 2025               | 6e         | Mitch Delcour       | 20 mars 2025     |

## Phase classique du championnat

### Classement
Critères de départage en cas d'égalité de points:
1. plus grand nombre de victoires
2. plus grande «différence de buts générale»
3. plus grand nombre de buts marqués
4. plus grand nombre de victoires en déplacement
5. plus grande différence de buts en déplacement
6. plus grand nombre de buts marqués en déplacement

| Rang | Équipe                 | Pts         | J           | G           | N           | P           | Bp          | Bc          | Diff        |
| ---- | ---------------------- | ----------- | ----------- | ----------- | ----------- | ----------- | ----------- | ----------- | ----------- |
| 1    | Zulte Waregem          | 59          | 28          | 18          | 5           | 5           | 55          | 30          | +25         |
| 2    | RAAL La Louvière P     | 59          | 28          | 17          | 8           | 3           | 50          | 24          | +26         |
| 3    | RWDM R                 | 57          | 28          | 17          | 6           | 5           | 42          | 21          | +21         |
| 4    | SK Beveren             | 51          | 28          | 14          | 9           | 5           | 41          | 27          | +14         |
| 5    | Patro Eisden           | 49          | 28          | 13          | 10          | 5           | 51          | 28          | +23         |
| 6    | « Club NXT » (U23)     | 47          | 28          | 14          | 5           | 9           | 46          | 35          | +11         |
| 7    | KSV Lokeren-Tamise P   | 41          | 28          | 12          | 5           | 11          | 32          | 35          | -3          |
| 8    | Lierse                 | 40          | 28          | 11          | 7           | 10          | 40          | 35          | +5          |
| 9    | RFC Liège              | 34          | 28          | 9           | 7           | 12          | 38          | 44          | -6          |
| 10   | KAS Eupen R            | 30          | 28          | 8           | 6           | 14          | 38          | 47          | -9          |
| 11   | Lommel SK              | 29          | 28          | 8           | 5           | 15          | 32          | 46          | -14         |
| 12   | Royal Francs-Borains   | 28          | 28          | 8           | 4           | 16          | 29          | 50          | -21         |
| 13   | « RSCA Futures » (U23) | 23          | 28          | 5           | 8           | 15          | 41          | 54          | -13         |
| 14   | RFC Seraing            | 19          | 28          | 3           | 10          | 15          | 28          | 55          | -27         |
| 15   | « Jong Genk » (U23)    | 14          | 28          | 3           | 5           | 20          | 30          | 62          | -32         |
| -    | KMSK Deinze            | En faillite | En faillite | En faillite | En faillite | En faillite | En faillite | En faillite | En faillite |

Promotion
- Les deux premiers (sans compter les équipes U23) : Promotion en Jupiler Pro League 2025-2026
- Les quatre suivants (sans compter les équipes U23) : Barrages de promotion en Jupiler Pro League 2025-2026

Relégation
- 15e : Relégation en Nationale 1 2025-2026

Abréviations
- R : Relégués de Jupiler Pro League 2023-2024
- P : Promus de Division 1 Amateur

### Domicile et extérieur
| Rang | Équipe                 | Pts | J  | G  | N | P | Bp | Bc | Diff |
| ---- | ---------------------- | --- | -- | -- | - | - | -- | -- | ---- |
| 1    | Zulte Waregem          | 34  | 14 | 11 | 1 | 2 | 33 | 15 | +18  |
| 2    | RWDM R                 | 32  | 14 | 10 | 2 | 2 | 19 | 8  | +11  |
| 3    | RAAL La Louvière P     | 31  | 14 | 9  | 4 | 1 | 27 | 11 | +16  |
| 4    | SK Beveren             | 26  | 14 | 7  | 5 | 2 | 22 | 12 | +10  |
| 5    | « Club NXT » (U23)     | 25  | 14 | 8  | 1 | 5 | 23 | 16 | +7   |
| 6    | Patro Eisden           | 25  | 14 | 7  | 4 | 3 | 29 | 16 | +13  |
| 7    | Lierse                 | 25  | 14 | 7  | 4 | 3 | 23 | 14 | +9   |
| 8    | RFC Liège              | 19  | 14 | 4  | 7 | 3 | 18 | 18 | 0    |
| 9    | KSV Lokeren-Tamise P   | 18  | 14 | 5  | 3 | 6 | 15 | 18 | -3   |
| 10   | KAS Eupen R            | 17  | 14 | 5  | 2 | 7 | 21 | 26 | -5   |
| 11   | « RSCA Futures » (U23) | 15  | 14 | 4  | 3 | 7 | 24 | 25 | -1   |
| 12   | Royal Francs-Borains   | 11  | 14 | 3  | 2 | 9 | 16 | 25 | -9   |
| 13   | Lommel SK              | 10  | 14 | 2  | 4 | 8 | 13 | 21 | -8   |
| 14   | « Jong Genk » (U23)    | 9   | 14 | 2  | 3 | 9 | 17 | 29 | -12  |
| 15   | RFC Seraing            | 5   | 14 | 0  | 5 | 9 | 11 | 28 | -17  |
| 16   | KMSK Deinze            | 0   | 0  | 0  | 0 | 0 | 0  | 0  | 0    |

| Rang | Équipe                 | Pts | J  | G | N | P  | Bp | Bc | Diff |
| ---- | ---------------------- | --- | -- | - | - | -- | -- | -- | ---- |
| 1    | RAAL La Louvière P     | 28  | 14 | 8 | 4 | 2  | 23 | 13 | +10  |
| 2    | RWDM R                 | 25  | 14 | 7 | 4 | 3  | 23 | 13 | +10  |
| 3    | Zulte Waregem          | 25  | 14 | 7 | 4 | 3  | 22 | 15 | +7   |
| 4    | SK Beveren             | 25  | 14 | 7 | 4 | 3  | 19 | 15 | +4   |
| 5    | Patro Eisden           | 24  | 14 | 6 | 6 | 2  | 22 | 12 | +10  |
| 6    | KSV Lokeren-Tamise P   | 23  | 14 | 7 | 2 | 5  | 17 | 17 | 0    |
| 7    | « Club NXT » (U23)     | 22  | 14 | 6 | 4 | 4  | 23 | 19 | +4   |
| 8    | Lommel SK              | 19  | 14 | 6 | 1 | 7  | 19 | 25 | -6   |
| 9    | Royal Francs-Borains   | 17  | 14 | 5 | 2 | 7  | 13 | 25 | -12  |
| 10   | RFC Liège              | 15  | 14 | 5 | 0 | 9  | 20 | 26 | -6   |
| 11   | Lierse                 | 15  | 14 | 4 | 3 | 7  | 17 | 21 | -4   |
| 12   | RFC Seraing            | 14  | 14 | 3 | 5 | 6  | 17 | 27 | -10  |
| 13   | KAS Eupen R            | 13  | 14 | 3 | 4 | 7  | 17 | 21 | -4   |
| 14   | « RSCA Futures » (U23) | 8   | 14 | 1 | 5 | 8  | 17 | 29 | -12  |
| 15   | « Jong Genk » (U23)    | 5   | 14 | 1 | 2 | 11 | 13 | 33 | -20  |
| 16   | KMSK Deinze            | 0   | 0  | 0 | 0 | 0  | 0  | 0  | 0    |

### Résultats
| Résultats (▼dom., ►ext.)                                   | NXT | GNK | EUP  | DEI  | LOK  | LIE  | LOM  | PEM  | LAL | RFC  | SER | FRB | AND  | RWD  | BEV | ZWA |
| « Club NXT » (U23)                                         |     | 3-0 | 0-4  | Ann. | 4-0  | 3-1  | 1-3  | 0-1  | 2-1 | 2-1  | 1-1 | 2-0 | 3-0  | 0-1  | 2-0 | 0-3 |
| « Jong Genk » (U23)                                        | 1-2 |     | 0-0  | Ann. | 1-2  | 1-3  | 0-4  | 1-3  | 0-1 | 4-1  | 2-2 | 1-2 | 1-0  | 0-3  | 3-3 | 2-3 |
| KAS Eupen                                                  | 1-0 | 3-1 |      | 5-0* | 0-1  | 1-3  | 3-2  | 0-4  | 3-4 | 0-1  | 2-1 | 3-1 | 2-2  | 0-1  | 2-2 | 1-3 |
| KMSK Deinze                                                | 2-0 | 1-0 | Ann. |      | Ann. | Ann. | Ann. | Ann. | 1-2 | Ann. | 0-1 | 0-3 | Ann. | Ann. | 3-1 | 2-2 |
| KSV Lokeren-Tamise                                         | 2-1 | 4-0 | 0-0  | 0-0  |      | 1-1  | 1-0  | 2-2  | 0-5 | 2-1  | 0-1 | 0-1 | 0-1  | 1-4  | 0-1 | 2-0 |
| Lierse                                                     | 1-3 | 2-2 | 3-0  | 0-1  | 2-2  |      | 1-0  | 1-0  | 1-2 | 2-1  | 3-2 | 4-0 | 3-1  | 0-0  | 0-1 | 0-0 |
| Lommel SK                                                  | 0-2 | 2-0 | 1-1  | 1-1  | 1-1  | 1-1  |      | 0-1  | 1-2 | 0-2  | 2-2 | 1-2 | 2-1  | 0-2  | 1-2 | 1-2 |
| Patro Eisden                                               | 2-2 | 1-0 | 1-0  | 3-1  | 4-1  | 3-3  | 4-0  |      | 1-1 | 2-0  | 2-3 | 4-1 | 3-1  | 1-1  | 1-2 | 0-1 |
| RAAL La Louvière                                           | 1-1 | 2-1 | 2-0  | Ann. | 2-0  | 2-1  | 5-1  | 0-2  |     | 3-1  | 4-1 | 2-1 | 2-2  | 0-0  | 2-0 | 0-0 |
| RFC Liège                                                  | 1-1 | 3-1 | 0-3  | 3-0  | 0-1  | 2-1  | 1-1  | 2-2  | 1-1 |      | 2-1 | 0-1 | 3-3  | 2-1  | 0-0 | 1-1 |
| RFC Seraing                                                | 2-3 | 0-2 | 1-2  | Ann. | 0-4  | 0-2  | 1-2  | 0-0  | 0-1 | 0-3  |     | 1-1 | 2-2  | 4-4  | 0-2 | 0-0 |
| Royal Francs-Borains                                       | 1-2 | 2-2 | 3-2  | Ann. | 1-2  | 1-0  | 1-3  | 1-3  | 0-1 | 1-2  | 0-1 |     | 3-2  | 1-2  | 0-0 | 1-3 |
| « RSCA Futures » (U23)                                     | 2-3 | 4-1 | 2-2  | 1-4  | 0-2  | 2-0  | 5-0  | 1-1  | 1-2 | 2-4  | 1-1 | 0-1 |      | 2-1  | 0-4 | 2-3 |
| RWDM                                                       | 1-0 | 1-0 | 2-1  | 3-2  | 1-0  | 3-0  | 0-1  | 1-1  | 1-1 | 2-1  | 3-0 | 1-0 | 1-0  |      | 0-2 | 2-1 |
| SK Beveren                                                 | 2-2 | 3-2 | 3-0  | Ann. | 0-1  | 1-0  | 2-1  | 0-0  | 0-0 | 3-1  | 0-0 | 4-0 | 1-1  | 0-2  |     | 3-2 |
| Zulte Waregem                                              | 2-1 | 3-1 | 3-2  | Ann. | 1-0  | 0-1  | 0-1  | 3-2  | 2-1 | 3-1  | 5-1 | 2-2 | 3-1  | 2-1  | 4-0 |     |
| - Victoire à domicile - Match nul - Victoire à l'extérieur |     |     |      |      |      |      |      |      |     |      |     |     |      |      |     |     |

Source: Calendrier Division 1B 2024-2025

## Promotion Play-offs

### Règlement
Les barrages de promotion et de relégation sont disputés par les quatre meilleures équipes n'ayant pas réussi à être promu directement. Les équipes qualifiées sont normalement les équipes classées de 3 à 6 dans la Challlenger Pro League 2024-2025, mais à la suite de la 6e place des U23 du Club Bruges KV étant interdit de promotion en D1A, c'est le KSC Lokeren-Tamise ayant terminé 7e qui prend la dernière place pour les barrages. Les quatre équipes se rencontrent dans une phase à élimination directe avec deux demi-finales et une finale en deux manches, et l'équipe la mieux classée de la phase classique doit toujours jouer le match retour à domicile. Le vainqueur de la finale rencontre le 14e de la Jupiler Pro League 2024-2025 en deux manches. L'équipe de la Jupiler Pro League joue le match retour à domicile. Le vainqueur du barrage se qualifie pour la Jupiler Pro League 2025-2026 tandis que le perdant se qualifie pour la Challenger Pro League 2025-2026.

### Tableau final
|  | Demi-finales                  | Demi-finales                  | Demi-finales                  | Demi-finales                  |   |                    | Finale                   | Finale                   | Finale                   | Finale                   |
|  |                               |                               |                               |                               |   |                    |                          |                          |                          |                          |
|  | 24 avril 2025 & 27 avril 2025 | 24 avril 2025 & 27 avril 2025 | 24 avril 2025 & 27 avril 2025 | 24 avril 2025 & 27 avril 2025 |   |                    | 3 mai 2025 & 11 mai 2025 | 3 mai 2025 & 11 mai 2025 | 3 mai 2025 & 11 mai 2025 | 3 mai 2025 & 11 mai 2025 |
|  | 3                             | RWDM                          | 0                             | 3                             |   |                    | 3 mai 2025 & 11 mai 2025 | 3 mai 2025 & 11 mai 2025 | 3 mai 2025 & 11 mai 2025 | 3 mai 2025 & 11 mai 2025 |
|  | 3                             | RWDM                          | 0                             | 3                             |   |                    | 3 mai 2025 & 11 mai 2025 | 3 mai 2025 & 11 mai 2025 | 3 mai 2025 & 11 mai 2025 | 3 mai 2025 & 11 mai 2025 |
|  | 7                             | KSC Lokeren-Tamise            | 2                             | 2                             |   |                    | 3 mai 2025 & 11 mai 2025 | 3 mai 2025 & 11 mai 2025 | 3 mai 2025 & 11 mai 2025 | 3 mai 2025 & 11 mai 2025 |
|  | 7                             | KSC Lokeren-Tamise            | 2                             | 2                             | 7 | KSC Lokeren-Tamise | 1                        | 1                        |                          |                          |
|  | 24 avril 2025 & 27 avril 2025 |                               |                               |                               | 7 | KSC Lokeren-Tamise | 1                        | 1                        |                          |                          |
|  |                               |                               | 5                             | Patro Eisden                  | 2 | 1                  |                          |                          |                          |                          |
|  | 4                             | SK Beveren                    | 5                             | Patro Eisden                  | 2 | 1                  | 2                        | 1                        |                          |                          |
|  | 4                             | SK Beveren                    |                               |                               |   |                    |                          | 1                        |                          |                          |
|  | 5                             | Patro Eisden                  | 3                             | 2                             |   |                    |                          |                          |                          |                          |
|  | 5                             | Patro Eisden                  | 3                             | 2                             |   |                    |                          |                          |                          |                          |

### Demi-finales
| Match aller         | KSC Lokeren-Tamise                                         | 2 - 0   | RWDM                                                | Stade Daknam, Lokeren                              |                                                    |
| 24 avril 2025 20h30 | Preijs 10e (csc) · ( Ntamack) Vinck 14e                    | (2 - 0) |                                                     | Spectateurs : 2 676 Arbitrage : Massimiliano Ledda | Spectateurs : 2 676 Arbitrage : Massimiliano Ledda |
| 24 avril 2025 20h30 | Dianganga 34e · Janssen 37e · Spegelaere 88e · Vinck 90+8e | Rapport | 23e Awudu · 45e Biron · 70e El Arouch · 90+4e Ziani | Spectateurs : 2 676 Arbitrage : Massimiliano Ledda | Spectateurs : 2 676 Arbitrage : Massimiliano Ledda |

| Match retour        | RWDM                                                | 3 - 2   | KSC Lokeren-Tamise                                 | Stade Edmond Machtens, Molenbeek-Saint-Jean  |                                              |
| 27 avril 2025 19h15 | Biron 35e (pen.) · Sapata 54e · ( Biron) Robail 72e | (1 - 0) | 86e Nainggolan (Boonen ) · 89e Ntamack (Fontaine ) | Spectateurs : 2 869 Arbitrage : Klass Clerkx | Spectateurs : 2 869 Arbitrage : Klass Clerkx |
| 27 avril 2025 19h15 | Ziani 20e                                           | Rapport | 50e Boonen · 56e Boujouh · 75e Vinck               | Spectateurs : 2 869 Arbitrage : Klass Clerkx | Spectateurs : 2 869 Arbitrage : Klass Clerkx |

Lokeren-Tamise gagne 4 - 3 sur l'ensemble des deux matchs
| Match aller         | Patro Eisden                                                            | 3 - 2   | SK Beveren                                     | Stade du Patro Eisden, Maasmechelen             |                                                 |
| 24 avril 2025 20h30 | ( Peeters) Kiankaulua 25e · Abid 40e 51e                                | (2 - 1) | 38e Mertens (Abrahams ) · 73e Jans (Limbombe ) | Spectateurs : 1 011 Arbitrage : Wesli De Cremer | Spectateurs : 1 011 Arbitrage : Wesli De Cremer |
| 24 avril 2025 20h30 | Kiankaulua 25e · Kis 49e, 70e · Abid 80e · Dansoko 83e · Pietermaat 90e | Rapport | 12e Dewaele                                    | Spectateurs : 1 011 Arbitrage : Wesli De Cremer | Spectateurs : 1 011 Arbitrage : Wesli De Cremer |

| Match retour        | SK Beveren                                                              | 1 - 2   | Patro Eisden                                      | Freethiel, Beveren                              |                                                 |
| 27 avril 2025 19h15 | ( Servais) Mertens 87e                                                  | (0 - 1) | 34e Kiankaulua (Abid ) · 57e Peeters (Van Eenoo ) | Spectateurs : 4 346 Arbitrage : Kevin Van Damme | Spectateurs : 4 346 Arbitrage : Kevin Van Damme |
| 27 avril 2025 19h15 | Brüls 32e · Mertens 43e · Wuytens 72e · Filipović 77e · Ouedraogo 90+6e | Rapport | 29e Peeters · 32e Pietermaat · 37e Kiankaulua     | Spectateurs : 4 346 Arbitrage : Kevin Van Damme | Spectateurs : 4 346 Arbitrage : Kevin Van Damme |

Patro Eisden gagne 5 - 3 sur l'ensemble des deux matchs

### Finale
| Match aller      | KSV Lokeren-Tamise                             | 1 - 2   | Patro Eisden                                                                                  | Stade Daknam, Lokeren                        |                                              |
| 3 mai 2025 16h00 | Ntamack 63e (pen.)                             | (0 - 1) | 34e Bammens (Abid ) · 78e Bammens                                                             | Spectateurs : 5 062 Arbitrage : Bert Verbeke | Spectateurs : 5 062 Arbitrage : Bert Verbeke |
| 3 mai 2025 16h00 | Van Aerschot 22e · Boujouh 58e · Janssen 90+4e | Rapport | 24e Borry · 39e Pietermaat · 49e Kiankaulua · 90+2e Abid · 90+4e Van Landschoot · 90+5e Belin | Spectateurs : 5 062 Arbitrage : Bert Verbeke | Spectateurs : 5 062 Arbitrage : Bert Verbeke |

| Match retour      | Patro Eisden                                          | 1 - 1   | KSV Lokeren-Tamise                       | Stade du Patro Eisden, Maasmechelen              |                                                  |
| 11 mai 2025 16h00 | Kis 38e (pen.)                                        | (1 - 1) | 5e Brebels (Nainggolan )                 | Spectateurs : 2 385 Arbitrage : Nathan Verboomen | Spectateurs : 2 385 Arbitrage : Nathan Verboomen |
| 11 mai 2025 16h00 | Renson 41e · Kis 45+2e, 65e · Borry 88e · Simba 90+6e | Rapport | 35e Brebels · 42e Dianganga · 79e Boonen | Spectateurs : 2 385 Arbitrage : Nathan Verboomen | Spectateurs : 2 385 Arbitrage : Nathan Verboomen |

Patro Eisden gagne 3 - 2 sur l'ensemble des deux matchs

## Barrages de promotion/relégation
| Match aller       | Patro Eisden                              | 1 - 5   | Cercle Bruges KSV                                                                                 | Stade du Patro Eisden, Maasmechelen                                            |                                                                                |
| 18 mai 2025 19h15 | Mabanza 90+3e                             | (0 - 2) | 8e Agyekum (Augusto ) · 25e Brunner (Magnée ) · 51e Brunner (Augusto ) · 58e Augusto · 84e Somers | Spectateurs : 5 000 Arbitrage : Nicolas Laforge Arbitre vidéo : Quentin Pirard | Spectateurs : 5 000 Arbitrage : Nicolas Laforge Arbitre vidéo : Quentin Pirard |
| 18 mai 2025 19h15 | Pietermaat 57e · Bammens 78e · Renson 78e | Rapport |                                                                                                   | Spectateurs : 5 000 Arbitrage : Nicolas Laforge Arbitre vidéo : Quentin Pirard | Spectateurs : 5 000 Arbitrage : Nicolas Laforge Arbitre vidéo : Quentin Pirard |

| Match retour      | Cercle Bruges KSV                                      | 3 - 1   | Patro Eisden                        | Stade Jan Breydel, Bruges                                                |                                                                          |
| 23 mai 2025 20h45 | ( Augusto) Nazinho 5e · Augusto 24e (pen.) · Erick 78e | (2 - 0) | 67e Van Landschoot (Abid )          | Spectateurs : 8 132 Arbitrage : Wim Smet Arbitre vidéo : Nicolas Laforge | Spectateurs : 8 132 Arbitrage : Wim Smet Arbitre vidéo : Nicolas Laforge |
| 23 mai 2025 20h45 | Utkus 84e                                              | Rapport | 29e Mabanza · 52e Kis · 65e Wilmots | Spectateurs : 8 132 Arbitrage : Wim Smet Arbitre vidéo : Nicolas Laforge | Spectateurs : 8 132 Arbitrage : Wim Smet Arbitre vidéo : Nicolas Laforge |

Cercle Bruges KSV gagne 8 - 2 sur l'ensemble des deux matchs. Les deux équipes restent dans leur division respective pour la prochaine saison.

## Statistiques

### Évolution du classement
| Journée →              | 1  | 2  | 3  | 4  | 5  | 6  | 7  | 8  | 9  | 10 | 11 | 12 | 13 | 14 | 15 | 16 , | 17 , | 18   | 19   | 20   | 21   | 22   | 23   | 24   | 25   | 26   | 27   | 28   | 29   | 30 | pro. | PPO | rel. |
| Équipe                 |    |    |    |    |    |    |    |    |    |    |    |    |    |    |    |      |      |      |      |      |      |      |      |      |      |      |      |      |      |    |      |     |      |
| ---------------------- | -- | -- | -- | -- | -- | -- | -- | -- | -- | -- | -- | -- | -- | -- | -- | ---- | ---- | ---- | ---- | ---- | ---- | ---- | ---- | ---- | ---- | ---- | ---- | ---- | ---- | -- | ---- | --- | ---- |
| « Club NXT » (U23)     | 1  | 3  | 7  | 10 | 11 | 8  | 10 | 7  | 8  | 8  | 7  | 8  | 6  | 5  | 5  | 7    | 7-1  | 5-1  | 5-1  | 5-1  | 5-1  | 5-1  | 6-1  | 6-1  | 6-1  | 6-1  | 6-1  | 6-1  | 6-1  | 6  |      |     |      |
| « Jong Genk » (U23)    | 4  | 1  | 4  | 6  | 9  | 11 | 9  | 10 | 12 | 13 | 14 | 13 | 15 | 16 | 16 | 15   | 15-1 | 15-1 | 15-1 | 15   | 15   | 15   | 15   | 15   | 15-1 | 15-1 | 15-1 | 15-1 | 15-1 | 15 |      |     | 18   |
| KAS Eupen              | 3  | 5  | 10 | 12 | 12 | 10 | 8  | 9  | 9  | 9  | 12 | 10 | 11 | 11 | 9  | 10   | 10-1 | 10-1 | 13-1 | 9    | 10   | 11   | 12   | 12   | 11   | 11-1 | 10-1 | 10-1 | 10-1 | 10 | 1    | 1   |      |
| KMSK Deinze            | 2  | 4  | 1  | 4  | 3  | 5  | 6  | 5  | 6  | 5  | 6  | 9  | 10 | 10 | 13 | 16   | 16   | 16   | 16   | 16   | 16   | 16   | 16   | 16   | 16   | 16   | 16   | 16   | 16   | 16 | 3    | 8   | 15   |
| KSV Lokeren-Tamise     | 16 | 15 | 16 | 16 | 16 | 15 | 14 | 15 | 13 | 10 | 11 | 12 | 12 | 14 | 12 | 11   | 11-1 | 11-1 | 10-1 | 13-1 | 13-1 | 12-1 | 9-1  | 9-1  | 9-1  | 9-1  | 8-1  | 7-1  | 7-1  | 7  |      | 3   | 7    |
| Lierse                 | 6  | 2  | 5  | 9  | 6  | 7  | 5  | 6  | 7  | 7  | 8  | 6  | 8  | 7  | 8  | 6    | 6-1  | 7-1  | 7-1  | 6    | 6    | 7    | 7    | 7    | 7    | 7    | 7    | 8-1  | 8-1  | 8  | 1    | 19  |      |
| Lommel SK              | 10 | 13 | 12 | 7  | 5  | 6  | 7  | 8  | 5  | 4  | 5  | 5  | 5  | 6  | 6  | 8    | 8-1  | 8-2  | 9-2  | 10-1 | 11-1 | 13-1 | 13-1 | 13-1 | 12-1 | 12-1 | 12-1 | 11-1 | 11-1 | 11 |      | 10  |      |
| Patro Eisden           | 8  | 6  | 8  | 11 | 7  | 4  | 3  | 4  | 4  | 6  | 4  | 4  | 4  | 4  | 4  | 4    | 4    | 4    | 4    | 4    | 4    | 4-1  | 4-1  | 4-1  | 4-1  | 4-1  | 4-1  | 5-1  | 5-1  | 5  |      | 28  |      |
| RAAL La Louvière       | 6  | 9  | 3  | 2  | 2  | 3  | 4  | 3  | 3  | 2  | 3  | 2  | 2  | 2  | 2  | 2    | 2    | 2    | 3    | 3    | 3    | 3    | 3    | 3    | 3    | 3    | 3    | 3    | 3-1  | 2  | 11   | 18  |      |
| RFC Liège              | 15 | 16 | 13 | 13 | 14 | 13 | 13 | 12 | 11 | 12 | 10 | 11 | 9  | 9  | 11 | 9    | 9    | 9    | 8    | 8    | 8    | 8    | 8    | 8    | 8    | 8    | 9    | 9    | 9    | 9  |      |     | 2    |
| RFC Seraing            | 13 | 12 | 14 | 14 | 13 | 14 | 15 | 14 | 15 | 14 | 13 | 16 | 14 | 12 | 14 | 13   | 13-1 | 13-1 | 12-1 | 14   | 14   | 14   | 14-1 | 14-1 | 14-1 | 14-1 | 14-1 | 14-1 | 14-1 | 14 |      |     | 3    |
| Royal Francs-Borains   | 11 | 10 | 6  | 8  | 10 | 12 | 12 | 13 | 14 | 15 | 15 | 14 | 16 | 13 | 10 | 12   | 12-1 | 12-1 | 11-1 | 11   | 9    | 9    | 10   | 10   | 10   | 10   | 11-1 | 12-1 | 12-1 | 12 |      | 1   | 3    |
| « RSCA Futures » (U23) | 14 | 14 | 15 | 15 | 15 | 16 | 16 | 16 | 16 | 16 | 16 | 15 | 13 | 15 | 15 | 14-1 | 14-2 | 14-2 | 14-2 | 12-1 | 12-1 | 10-1 | 11-1 | 11-1 | 13-1 | 13-1 | 13-1 | 13-1 | 13-1 | 13 |      |     | 12   |
| RWDM                   | 9  | 7  | 2  | 1  | 1  | 1  | 1  | 2  | 1  | 1  | 1  | 3  | 3  | 3  | 3  | 3    | 3    | 3    | 2    | 2    | 2    | 2    | 2    | 2-1  | 1-1  | 1-1  | 1-1  | 1-1  | 1-1  | 3  | 20   | 9   |      |
| SK Beveren             | 5  | 8  | 9  | 3  | 8  | 9  | 11 | 11 | 10 | 11 | 9  | 7  | 7  | 8  | 7  | 5    | 5    | 6    | 6-1  | 7-1  | 7-1  | 6-1  | 5-1  | 5-1  | 5-1  | 5-1  | 5-1  | 4-1  | 4-1  | 4  |      | 20  |      |
| Zulte Waregem          | 11 | 11 | 11 | 5  | 4  | 2  | 2  | 1  | 2  | 3  | 2  | 1  | 1  | 1  | 1  | 1    | 1    | 1    | 1    | 1    | 1-1  | 1-1  | 1-1  | 1-1  | 2-1  | 2-1  | 2-1  | 2-1  | 2-1  | 1  | 24   | 3   |      |

À l'issue d'une journée, plusieurs équipes étaient classées ex æquo selon tous les points du règlement :
1. ↑  À l'issue de la 1re journée, les équipes de Lierse et La Louvière sont toutes les deux ex æquo et classées à la 6e place, les équipes de Francs Borains et Zulte Waregem sont toutes les trois ex æquo et classées à la 11e place.

En exposant rouge, le nombre de matches de retard pour les équipes concernées :
1. ↑  En raison de la faillite du club de Deinze, à chaque journée, un club va obtenir à partir de la 16e journée, une journée de repos lorsque les autres jouent.
2. ↑  Journée de repos pour RSCA Futures lors de la 16e journée.
3. ↑  En raison des conditions météorologiques défavorables, les rencontres Lommel - Francs Borains, Lokeren - Eupen, RSCA Futures - Jong Genk et Seraing - Lierse, comptant pour la 17e journée sont reportées aux 28 et 29 janvier 2025, soit entre les 19e et 20e journées.
4. ↑  Journée de repos pour Club NXT lors de la 17e journée.
5. ↑  Journée de repos pour Lommel SK lors de la 18e journée.
6. ↑  Journée de repos pour SK Beveren lors de la 19e journée.
7. ↑  Journée de repos pour KSV Lokeren-Tamise lors de la 20e journée.
8. ↑  Journée de repos pour Zulte Waregem lors de la 21e journée.
9. ↑  Journée de repos pour Patro Eisden lors de la 22e journée.
10. ↑  Journée de repos pour RFC Seraing lors de la 23e journée.
11. ↑  Journée de repos pour RWDM lors de la 24e journée.
12. ↑  Journée de repos pour Jong Genk lors de la 25e journée.
13. ↑  Journée de repos pour KAS Eupen lors de la 26e journée.
14. ↑  Journée de repos pour Royal Francs Borains lors de la 27e journée.
15. ↑  Journée de repos pour Lierse Kempenzonen lors de la 28e journée.
16. ↑  Journée de repos pour RAAL La Louvière lors de la 29e journée.
17. ↑  Journée de repos pour RFC Liège lors de la 30e journée.